# George Washington Memorial Parkway
La George Washington Memorial Parkway (la "Via Parc" o Avinguda Commemorativa a George Washington) és una autopista enjardinada que és mantinguda pel NPS o el Servei de Parcs Nacionals dels Estats Units. Es considera una de les gairebé 400 unitats oficials d'aquesta mateixa entitat. L'autopista del mateix nom, que els automobilities diuen simplement "GW Parkway," es troba principalment a Virgínia del Nord, tot i que una petita secció del nord-oest de l'Arlington Memorial Bridge passa per sobre de l'Illa Colúmbia que forma part del Districte de Colúmbia. Hi ha dues seccions separades de l'autopista a Virgínia unides pel Washington Street (el "Carrer Washington" o la Ruta Estatal 400), una ruta arterial que travessa la ciutat d'Alexandria (Virgínia). Una tercera secció d'aquesta unitat, que es diu Clara Barton Parkway, es troba al costat oposat del riu Potomac dins del Districte de Colúmbia i el comtat de Montgomery a l'estat de Maryland. Una quarta secció es va proposar a Fort Washington (Maryland) però no es va construir mai.
Aquesta autopista (o més aviat xarxa d'autopistes) es constitueix una unitat oficial del NPS com que passa per zones verdes i uneix diverses instal·lacions del Servei de Parcs Nacionals dins de la zona urbana de la capital nacional dels Estats Units. Confusament, la ruta verda com una unitat administrativa del Servei de Parcs Nacionals, amb la seva seu al Turkey Run Park a McLean (Virgínia), gestiona altres àrees que es consideren unitats separades. Així mateix administra diversos monuments, parcs i senders que formen parts integrals de la unitat com a tal.

## Història administrativa i zones protegides
L'autopista es va autoritzar el 1930 i es va transferir al NPS el 1933. El 1989 l'autopista a Maryland va rebre el nom Clara Barton Parkway per a commemorar la fundadora de la Creu Roja Nord-americana i diferenciar les seccions de l'autopista en els dos costats del riu Potomac. La unitat també administra aquestes funcions i àrees del Servei de Parcs Nacionals:
- Arlington House, The Robert E. Lee Memorial ("Casa Arlington, El Monument a Robert E. Lee")
- Arlington Memorial Bridge ("Pont Commemoratiu Arlington")
- Clara Barton National Historic Site ("Lloc Històric Nacional de Clara Barton")
- Claude Moore Colonial Farm ("Granja Colonial de Claude Moore")
- Columbia Island Marina ("Port esportiu de l'illa Colúmbia")
- Dyke Marsh ("Pantà Dyke" o "del Dic")
- Fort Marcy Park ("Parc del Fort Marcy")
- Glen Echo Park ("Parc Glen Echo" o de la "Canyada de l'Eco")
- Gravelly Point ("Punta Gravelly" o "de Grava")
- Great Falls Park ("Parc Great Falls" o "de les Grans Caigudes")
- Lady Bird Johnson Park ("Parc Lady Bird Johnson")
- Lyndon Baines Johnson Memorial Grove on the Potomac ("Arbreda Commemorativa a Lyndon Baines Johnson al Potomac")
- Mount Vernon Trail ("Sender Mount Vernon")
- Navy-Marine Memorial ("Monument a la Marina i la Infanteria de la Marina")
- Netherlands Carillon ("Carilló dels Països Baixos")
- Theodore Roosevelt Island ("Illa Theodore Roosevelt")
- Turkey Run Park ("Parc de la riera Turkey" o "Gall Dindi")
- Marine Corps War Memorial ("Monument als Caiguts de la Infanteria de la Marina")
- Women in Military Service for America Memorial ("Monument a les Dones en el Servei Militar dels Estats Units")